# 哈利法克斯級巡防艦
哈利法克斯級巡防艦 (Halifax-class Frigate) 為加拿大皇家海軍於1990年代入役的巡防艦，總計建造12艘，由於哈利法克斯級的艦名出處均為加拿大的城市，故又稱城市級巡防艦。

## 概述
為汰換聖勞倫特級驅逐艦、雷斯蒂古什級驅逐艦、馬肯奇級驅逐艦與安那波里斯級驅逐艦，等護航驅逐艦，加拿大在1975年開始擬定加拿大巡邏巡防艦計劃（Canadian Patrol Frigate，CPF），CPF主要任務以反潛為主，但具備足以自衛的防空能力 ，並規畫在政府規定的成本上限（1977年底公佈本案時也要求新艦的本國產裝備比例至少65%）內可完成的情況下交由民間廠商執行。
1977年12月加拿大國防部正式公佈CPF計畫，並在1978年8月向各廠提出邀標書， 雖然加拿大政府在1979年6月之前收到大部分受邀廠商的回覆，然而到1980年中就只剩下加拿大聖約翰造船廠以及SCAN造船工業公司，這兩家公司於1982年10月各自提交細部設計方案，其中SCAN的設計採用76快砲與全燃氣渦輪動力（COGAG），而聖約翰船廠的方案使用57快砲與複合燃氣渦輪與柴油機（CODOG）。聖約翰廠於1983年6月得標，並與該廠簽署首批六艘的建造合約。此案的次承包商包括Versatile Corporation（Versatile Vickers位於蒙特利爾(Montreal)的分部），以及派拉馬克(Paramax)電子公司，其中聖約翰船廠在1983年年底與Versatile Corporation簽約，將首批六艘中的三艘轉包給該公司建造， 但這項招標結果在加拿大境內確頗具爭議（當時認為還有比聖約翰造船廠來的更加理想的造船廠，而且在細部設計工作在決定主承包商之後，才在1985年由聖約翰造船廠展開，遭批是政商的利益分配。且以當時聖約翰廠的規模與能力，承接本計畫過於勉強，因此在計畫開始不久後變已經幾乎確定無法如期達成原訂的計畫時程。聖約翰船廠雖然採用模組化建造的方式以加快進度，掌控聖約翰船廠的愛爾文造船公司（Irving）也併購了東岸的小型船廠將部分船段發包到這些船廠建造完成後送至聖約翰船廠總裝，此種建造方式理論上可以加快速度，但同時間建造不同分段使工程需求大增，結果前幾艘的建造時程仍落後於原訂進度。）
1987年的國防白皮書中，提到全面更新艦隊的計畫，包括訂購第二批六艘哈利法克斯級。由於聖約翰船廠建造技術進步以及愛爾文造船公司改善執行的種種努力，1987年12月再與聖約翰船廠簽約，訂購第二批六艘，在1986年，原本負責承包其中三艘的Versatile Corporation遇到財務困難在1987年由魁北克的Marine Industries接手。
加拿大原計畫建造3批18艘，不過由於加拿大在1980年代下半計劃建造核潛艦加諸冷戰結束後國防預算削減，最終確定只建造12艘。

## 服役歷史
2007年7月5日，哈里法克斯級展開現代化改良計畫（Halifax Class Modernization Project，HCM，除了進行艦體維護與延壽之外，也徹底升級或更新了內部系統），除了延長壽期至2030年代等也升級艦上的感測器（在2010至2017年度執行）。
計畫包含兩大部分：
- 巡防艦延壽工程（Frigate Life Extension Project，FELEX，艦體平台翻修延壽）：哈里法克斯船廠與維多利亞船廠負責，2008年4月簽約，總值9億加幣。
- 整合改裝戰鬥系統（HCM-CSI，偵測/指管通情/射控作戰系統升級）： 總值11億加幣。最初有波音、通用與洛馬等廠商的加拿大分公司競標，但由於預算吃緊且合約要求廠商承擔全部風險，故2008年3月退出競標同年6月通用退出，只剩下由洛馬加拿大分公司主導的團隊（由紳寶、IBM加拿大分公司、Elisra、CAE、L-3電子系統與xwave等組成）。 2008年底正式與洛馬團隊簽署改良延壽作業的合約，合約總值42億加幣（主項目HCM/FELEX 共28億加幣 ，其他項目9億加幣，維護性項目5億加幣），於2010年1月開始執行 ，首艘改裝工程在2010年秋開始2012年中旬前完工，目前12艘均以完成升級。

## 同級艦
| #       | 艦名                          | 開工            | 下水            | 服役           |
| ------- | ----------------------------- | --------------- | --------------- | -------------- |
| FFH-330 | 哈利法克斯 HMCS Halifax       | 1987年 3月19日  | 1988年 4月30日  | 1992年 6月29日 |
| FFH-331 | 温哥华 HMCS Vancouver         | 1988年 5月19日  | 1989年 7月8日   | 1993年 8月23日 |
| FFH-332 | 魁北克 HMCS Ville de Québec   | 1988年 12月16日 | 1991年 5月16日  | 1994年 7月11日 |
| FFH-333 | 多伦多 HMCS Toronto           | 1989年 4月22日  | 1990年 12月18日 | 1993年 7月29日 |
| FFH-334 | 里贾纳 HMCS Regina            | 1989年 10月6日  | 1992年 1月25日  | 1994年 9月30日 |
| FFH-335 | 卡尔加里 HMCS Calgary         | 1991年 6月15日  | 1992年 8月28日  | 1995年 5月12日 |
| FFH-336 | 蒙特利尔 HMCS Montréal        | 1991年 2月8日   | 1992年 2月28日  | 1994年 7月21日 |
| FFH-337 | 弗雷德里克顿 HMCS Fredericton | 1992年 4月25日  | 1993年 6月26日  | 1994年 9月10日 |
| FFH-338 | 温尼伯 HMCS Winnipeg          | 1993年 3月20日  | 1994年 6月25日  | 1995年 6月23日 |
| FFH-339 | 夏洛特顿 HMCS Charlottetown   | 1993年 12月18日 | 1994年 10月1日  | 1995年 9月9日  |
| FFH-340 | 圣约翰斯 HMCS St. John's      | 1994年 8月24日  | 1995年 8月26日  | 1996年 6月24日 |
| FFH-341 | 渥太华 HMCS Ottawa            | 1995年 4月29日  | 1996年 5月31日  | 1996年 9月28日 |

## 圖集

首艦哈利法克斯號
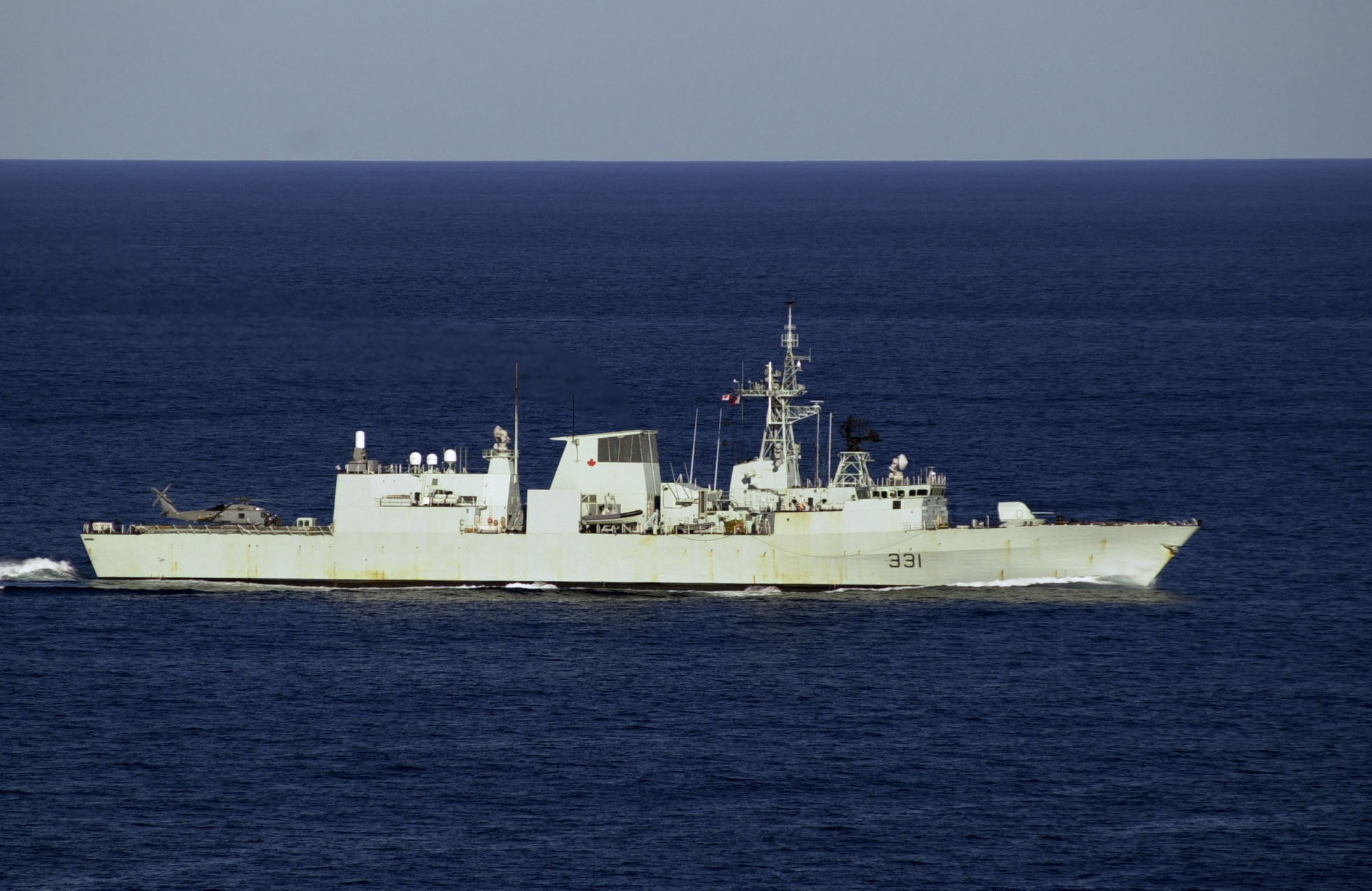
2001年攝於澳洲的溫哥華號
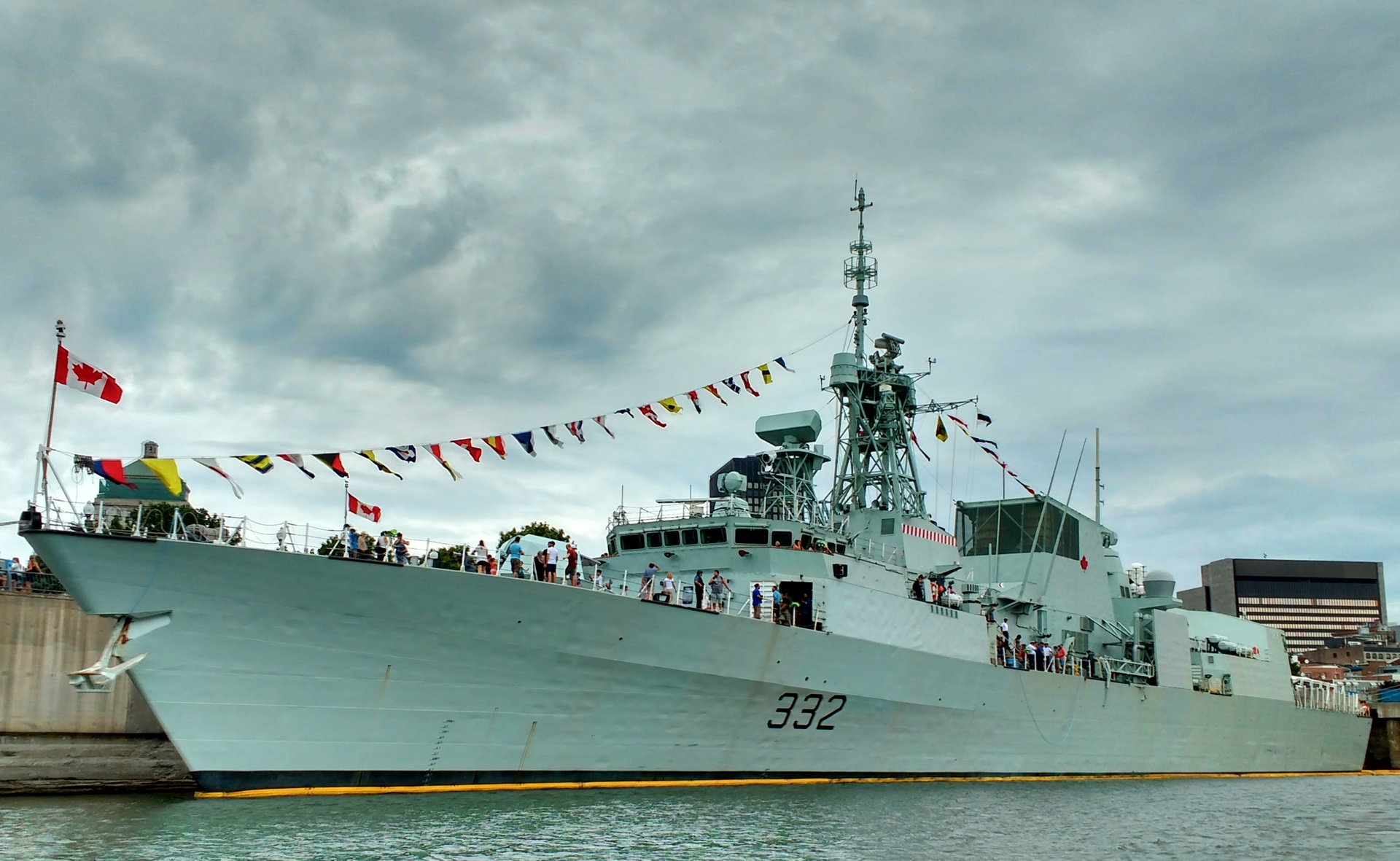
攝於2016年9月的魁北克號
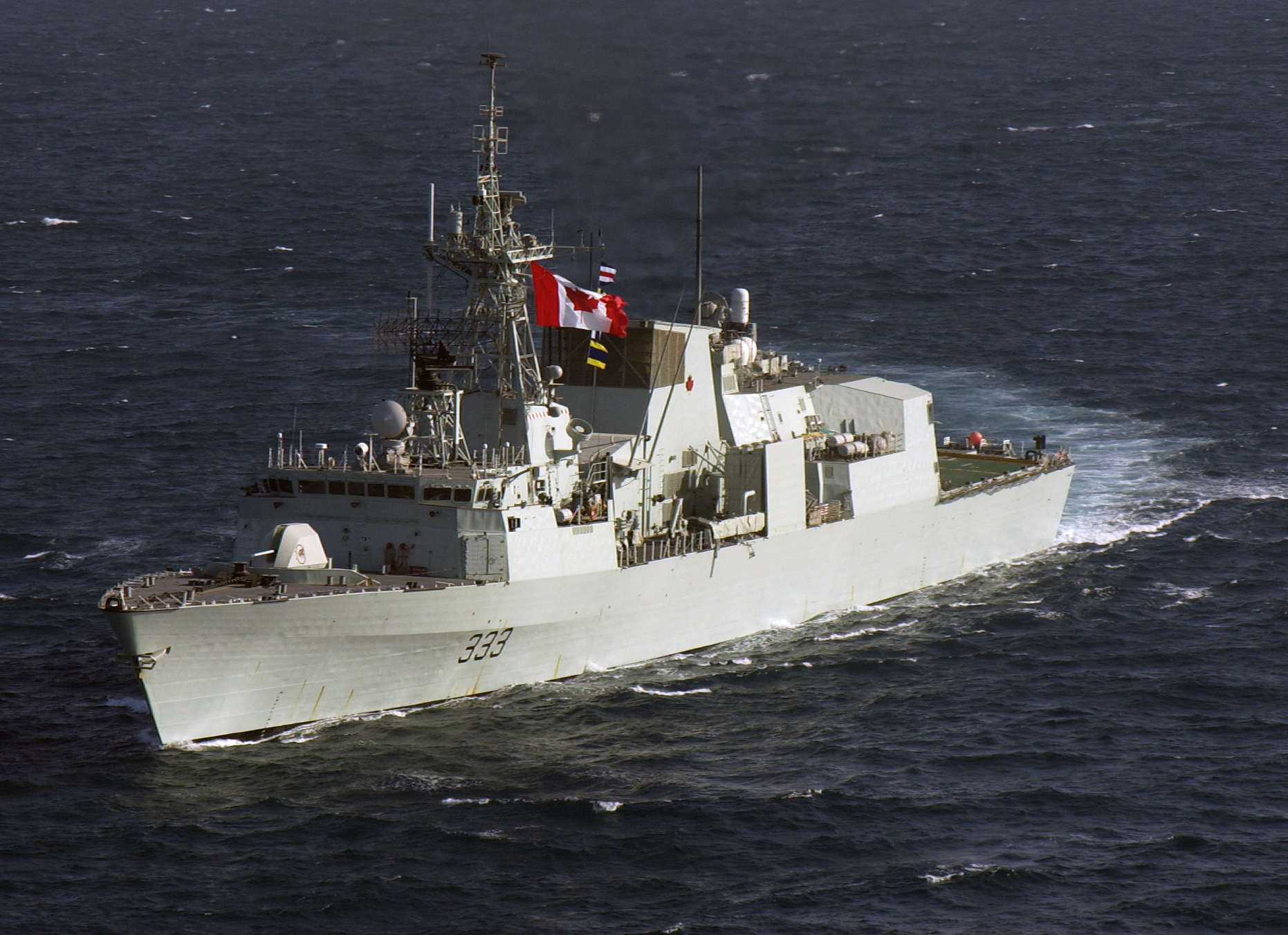
多倫多號
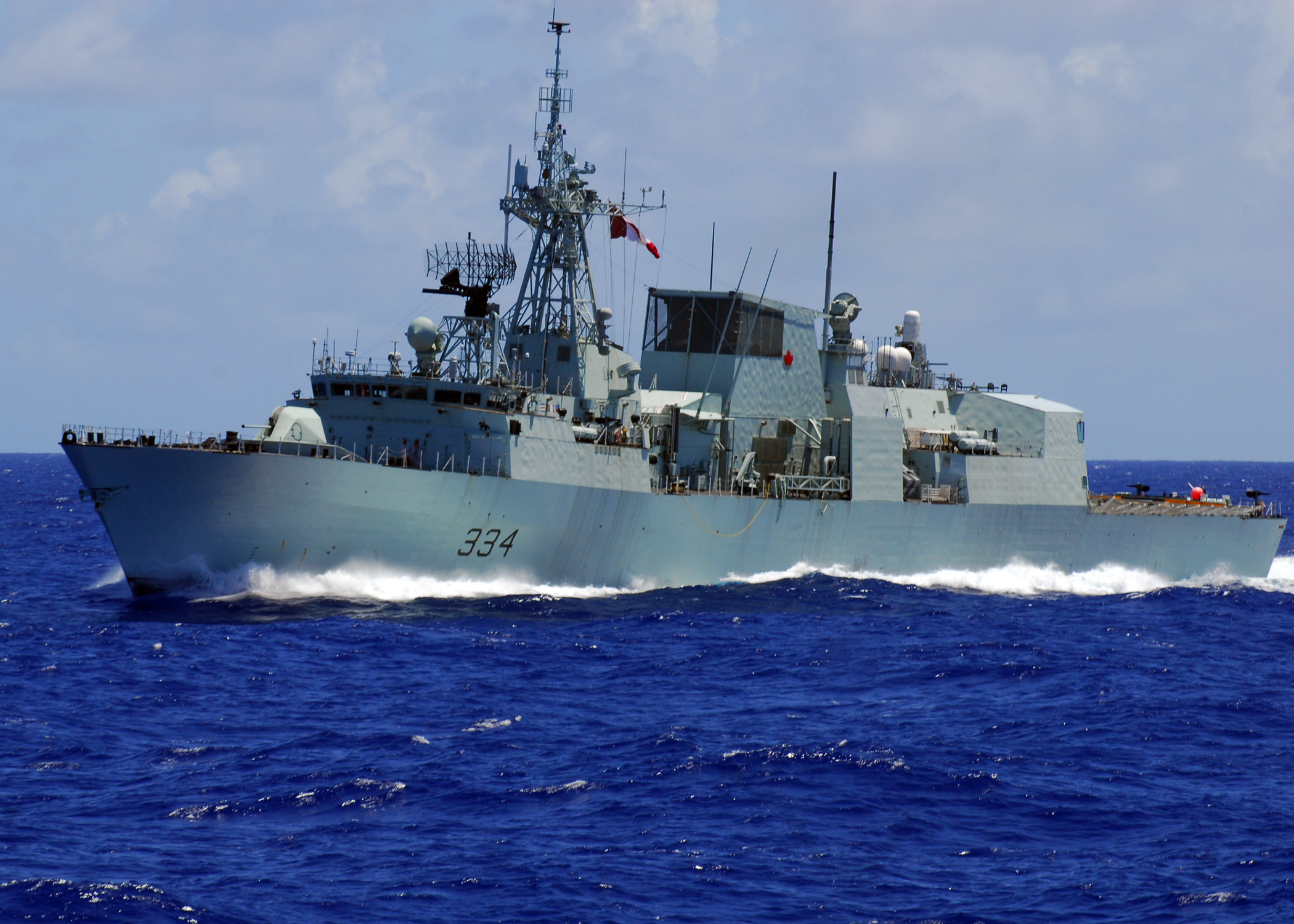
雷吉納號
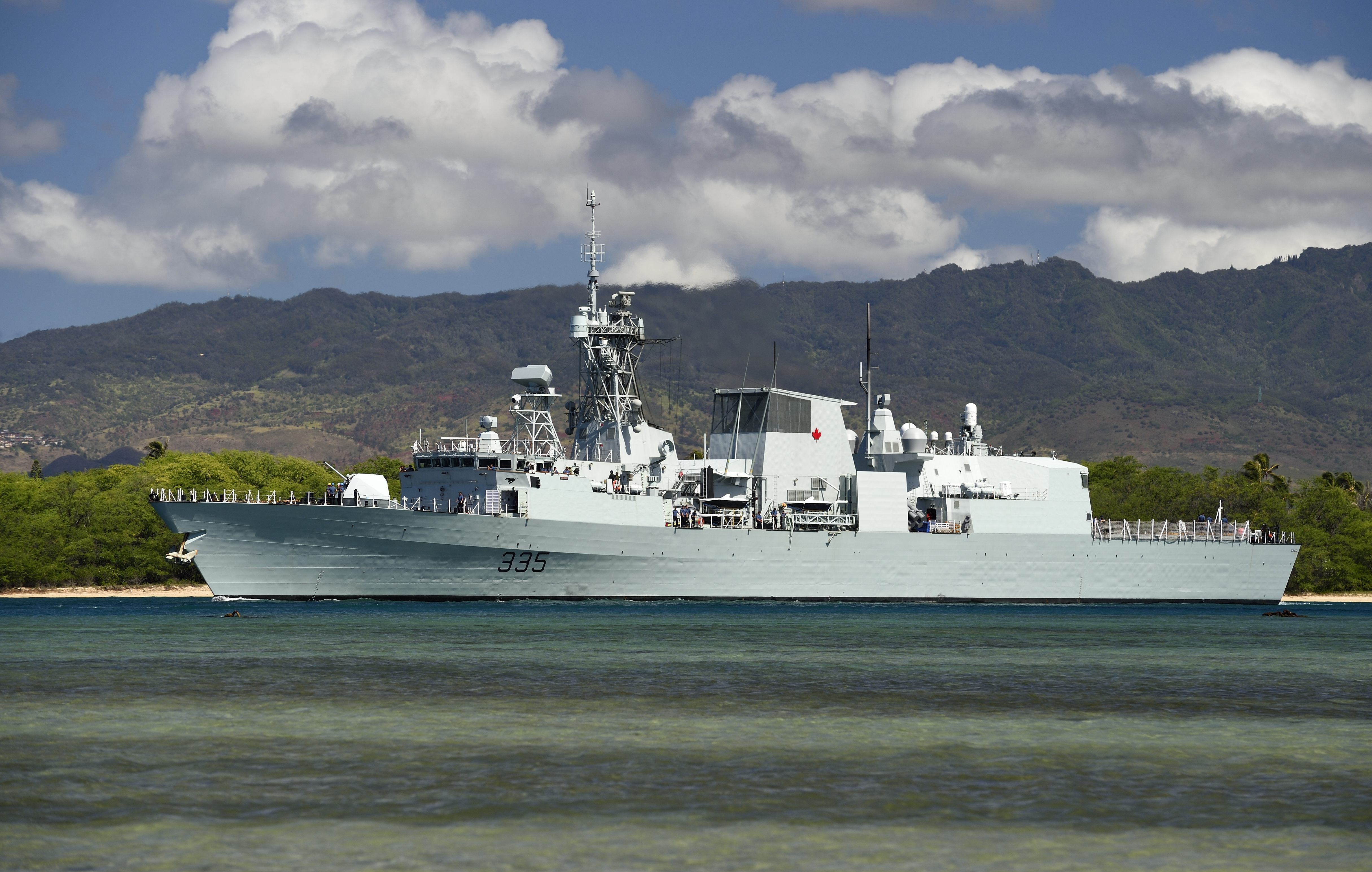
卡加利號
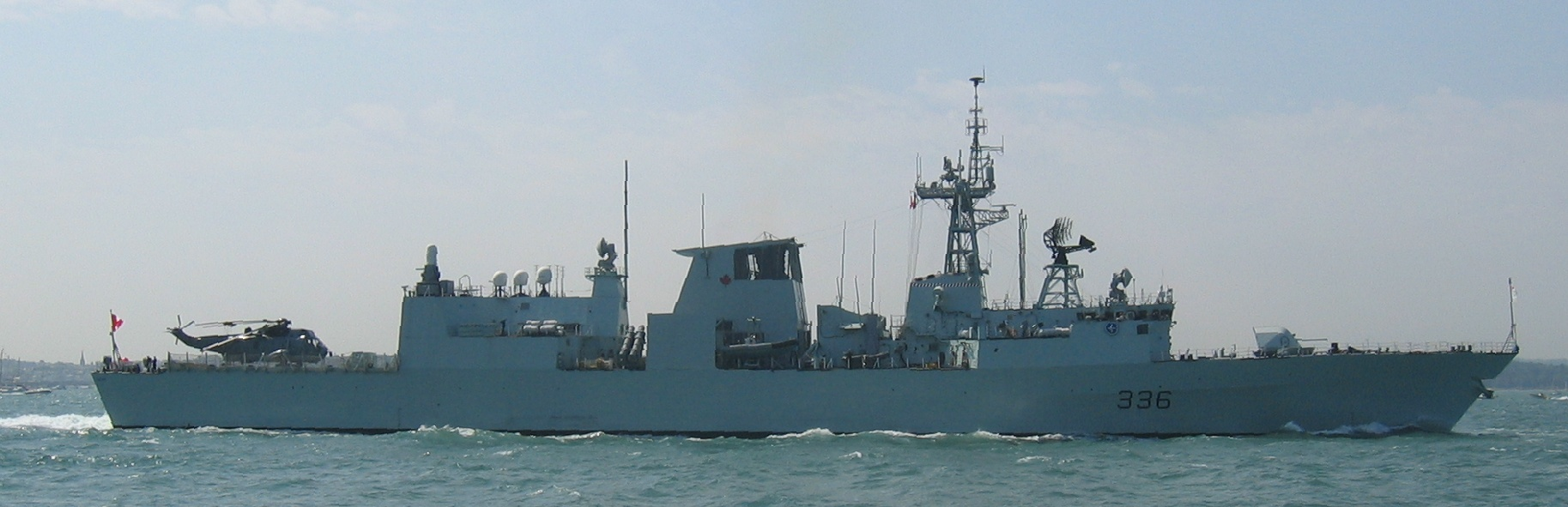
蒙特婁號
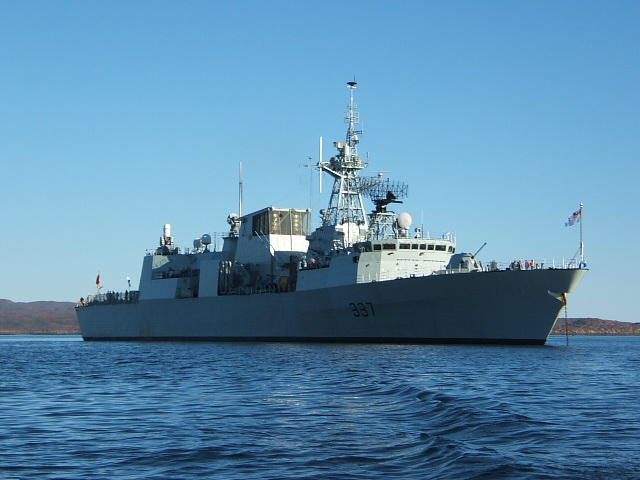
弗雷德里克頓號
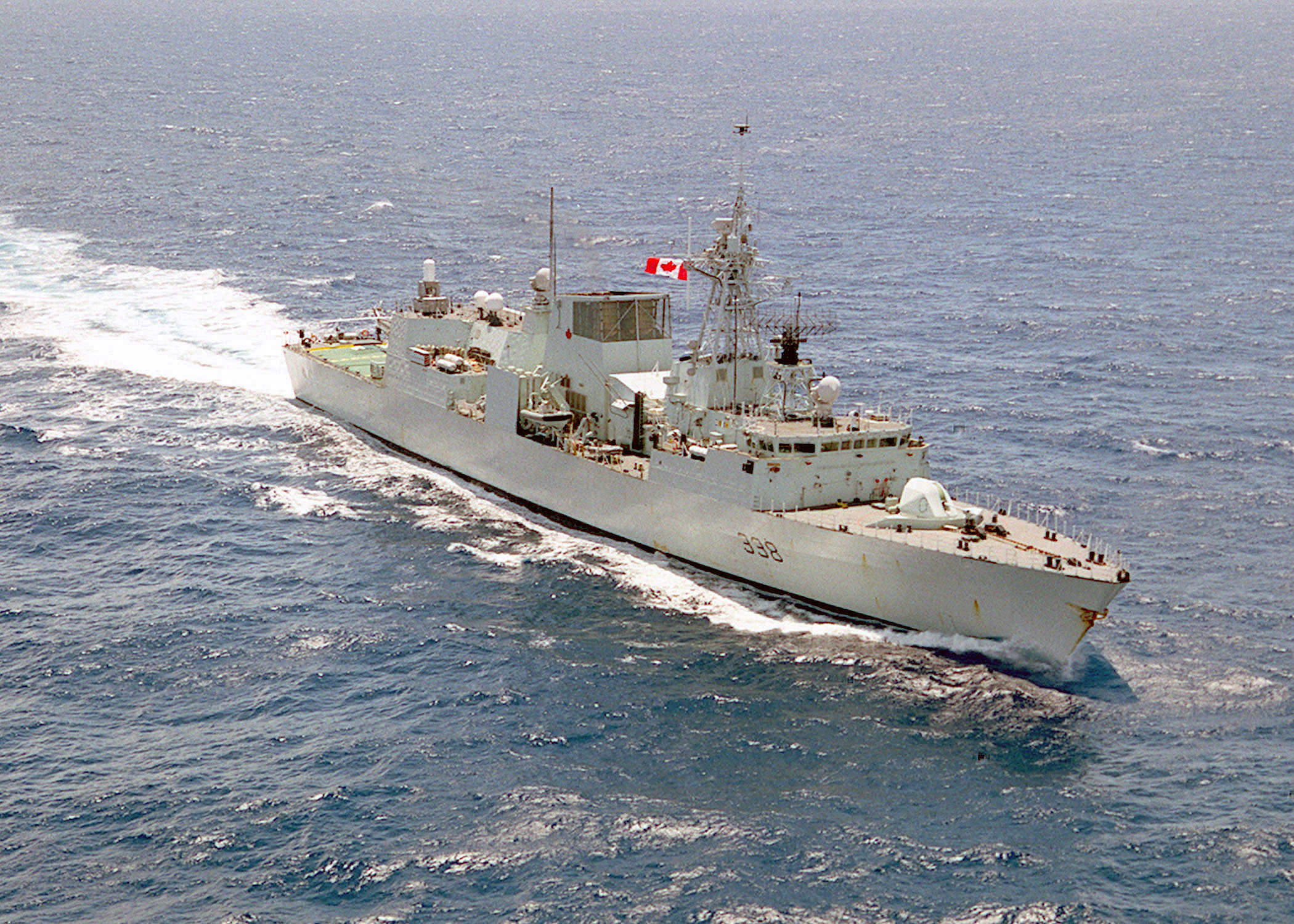
溫尼伯號
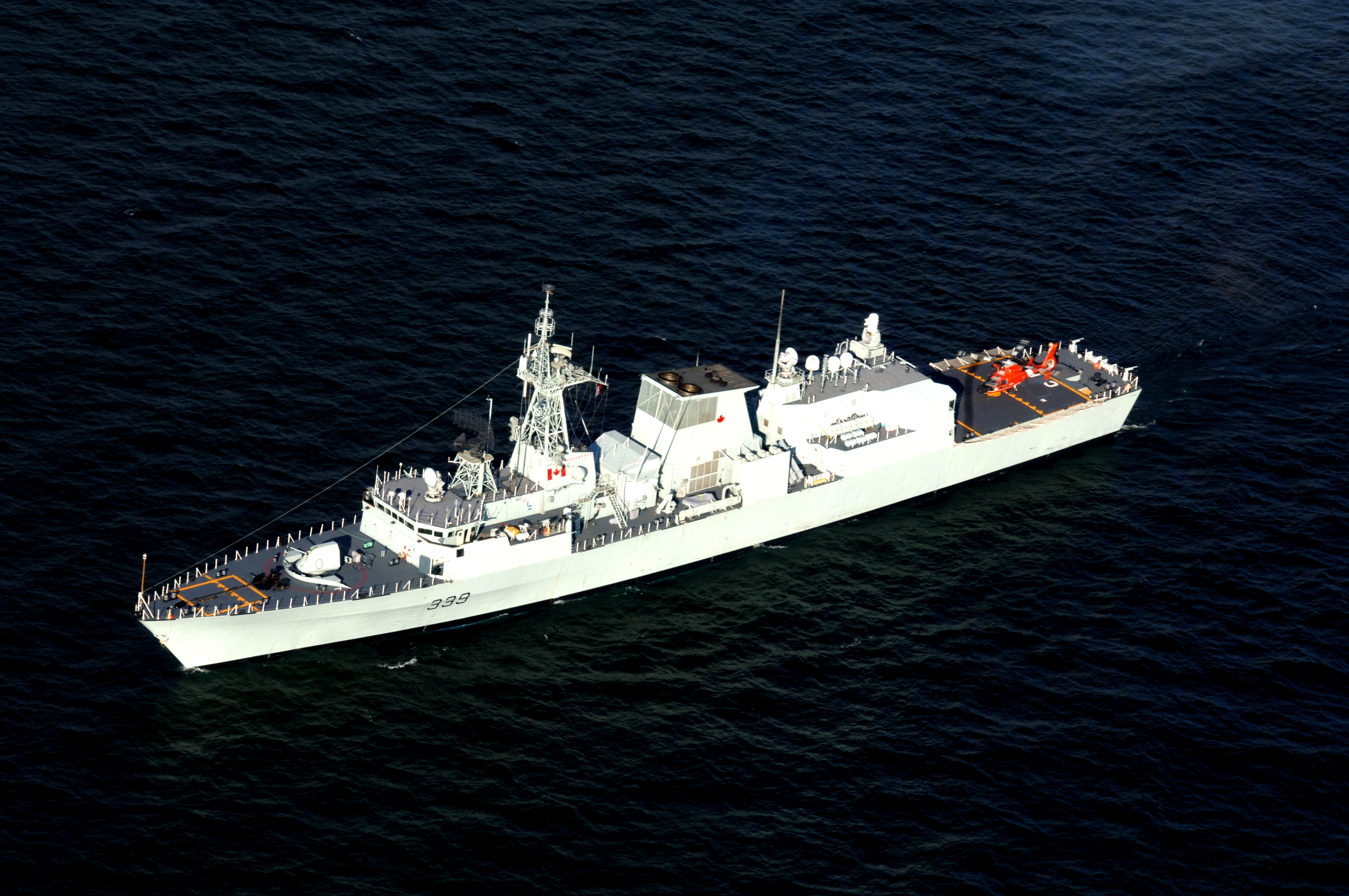
夏洛特敦號
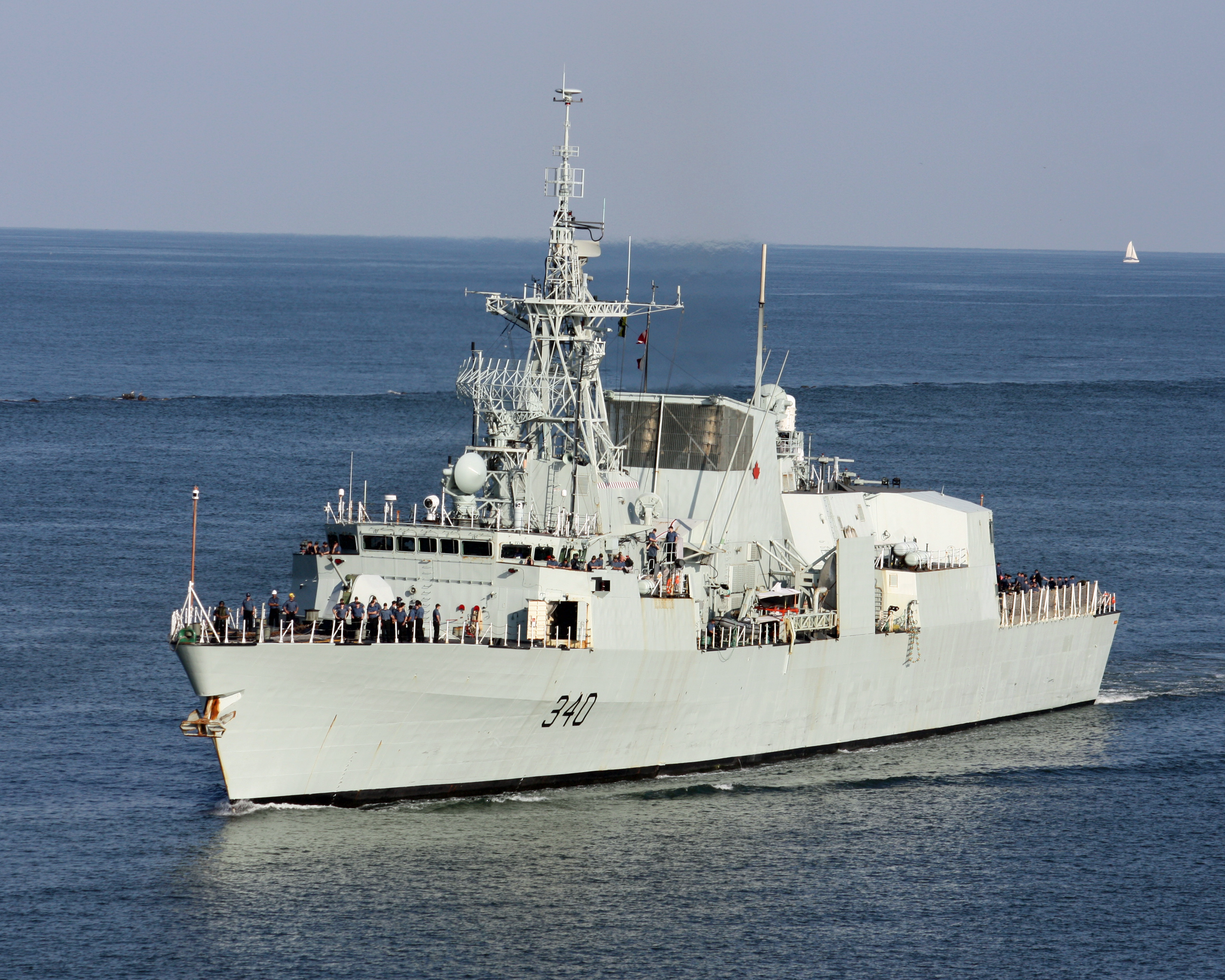
聖約翰斯號
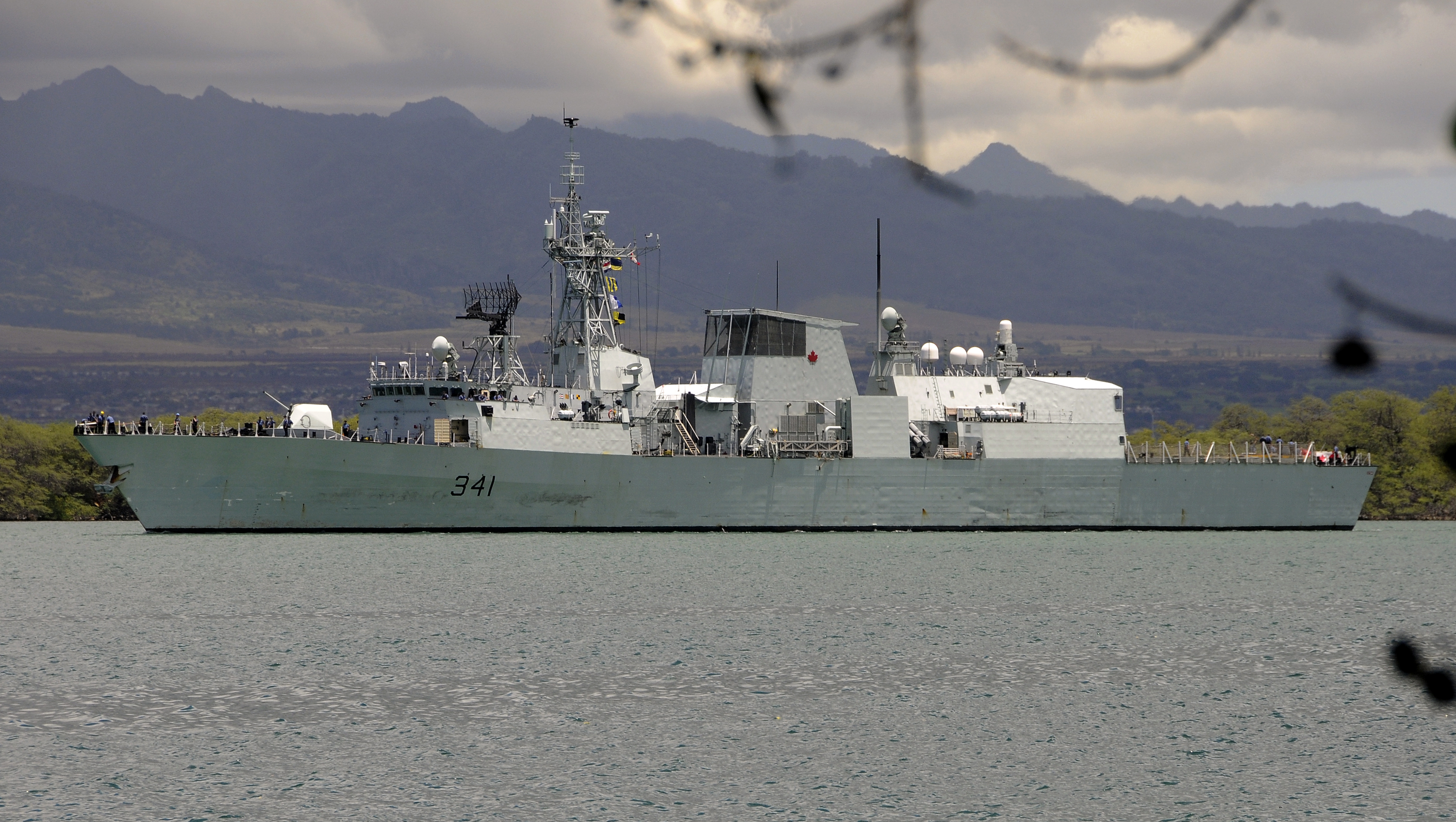
前往珍珠港的渥太華號

## 外部連結
- Naval Technology. . 2009  [2009-08-12]. （原始内容存档于2011-08-31） （英语）.
- Jerry Proc. . 2008-09-11  [2009-08-12]. （原始内容存档于2021-01-08） （英语）.